# Ungarischer Parlagesel
Der Ungarische Parlagesel (ung: magyar parlagi szamár) ist eine alte  ungarische Hauseselrasse. Der Begriff parlag bezeichnet ein unbebautes Feld.

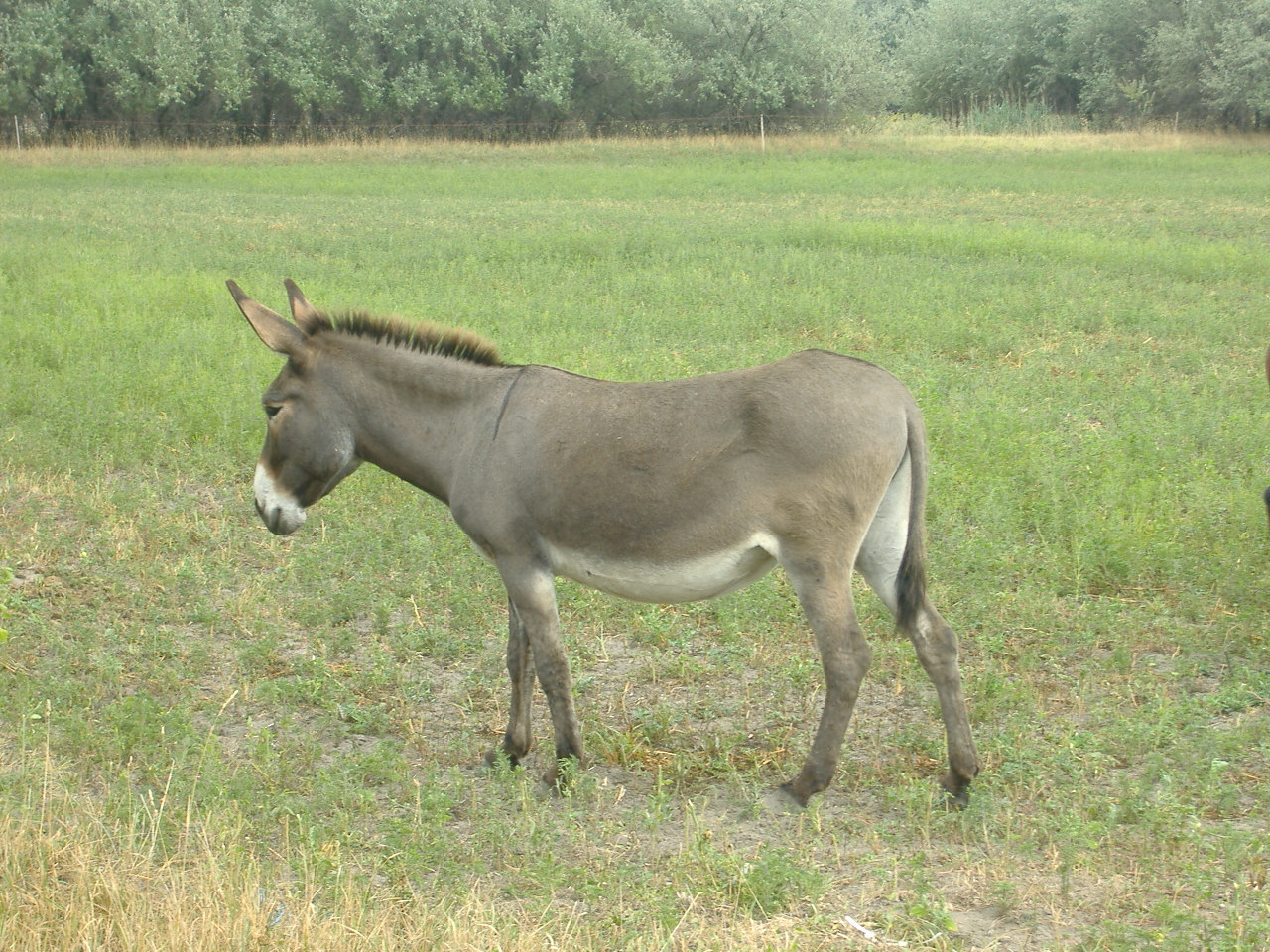
Parlagesel

## Geschichte
Die Geschichte des Parlagesels reicht bis zu Beginn unserer Zeitrechnung zurück. Die ersten Tiere kamen mit den Kelten ins Karpatenbecken. In der Zeit der römischen Herrschaft entwickelte sich der Bestand in bedeutendem Ausmaß. Die heutigen Esel stammen vermutlich von diesen Tieren ab, da seither nur wenige Individuen eingeführt wurden.
Obwohl die Esel hauptsächlich Tiere ärmerer Bevölkerungsgruppen waren, wurden sie auch auf Gutshöfen zur Arbeit eingesetzt. Sie waren z. B. Lasttiere oder Hilfstiere von Schäfern. Ihre wirtschaftliche Bedeutung war aber zu keiner Zeit sehr groß. Auch mit der Züchtung des Esels hat man sich lange nicht befasst. Dies änderte sich zwischen den zwei Weltkriegen, als in Gestüten in Mezőhegyes Esel von großem Körperbau gezüchtet wurden. Die erste schriftliche Nennung als Bezeichnung der Art stammt aus dem Jahr 1913.
1961 zerfiel die Zucht und der Bestand verstreute sich. Heute wird die Art hauptsächlich als Hobby gehalten. Der größte Teil der Tiere befindet sich im mittleren Teil Ungarns. Die Population ist klein, vermehrt sich jedoch wieder.
Im Jahr 2002 wurde die Magyarországi Szamártenyésztők Egyesülete („Vereinigung ungarischer Eselzüchter“) gegründet, die sich mit der Aufnahme in das Register und in Stammbücher sowie mit der wirtschaftlichen Nutzung von Zuchttieren befasst. Zwei Jahre später wurde der Parlagesel als eigenständige Rasse anerkannt.

## Eigenschaften
Obwohl die Esel miteinander genetisch verwandt sind, haben sich im Lauf der Jahrtausende viele Varianten ausgebildet. Davon können drei Gruppen unterschieden werden:
- Der seltenste Typus ist von eher kleinem, zierlichem Körperbau unter 110 cm. Diese Tiere haben ein weiches Fell und kleine bewegliche Ohren.
- Ebenfalls in geringer Zahl kommen Esel mit großem Körperbau vor. Tiere mit diesen Merkmalen stammen von Exemplaren ab, die aus Italien nach Mezőhegyes importiert wurden. Sie sind größer als 130 cm, von gröberem Körperbau. Sie sind weniger lebhaft als die kleineren Tiere und auch weniger anspruchsvoll.
- Der Großteil des Bestands erreicht eine Größe von 110 bis 130 cm. Die Tiere haben ein festes Skelett und einen muskulösen Körper. Sie sind lebhaft und anspruchslos.

Die Fellfarbe des Parlagesels kann mausgrau, braun oder schwarz sein. Am häufigsten kommen die Farben braun, dunkelbraun und schwarz vor, seltener sind mausgraue oder beige Tiere. Typisches Merkmal ist ein Aalstrich genannter Rückenstreifen entlang der Wirbelsäule bis zum Brustkorb. Die Beine weisen manchmal zebraähnliche Querstreifen auf. Alle Farbvarianten haben oft einen hellen Unterbauch, den sogenannten Schwalbenbauch (fecskehas).
Es gibt auch sogenannte barocke Exemplare, was daher herrührt, dass diese Tiere auf Gutshöfen bewusst gezüchtet wurden. Diese Tiere kommen auf Grund spontaner Mutation mit Pigmentarmut (Leuzismus) zur Welt. Sie haben oft hellgraues Fell und hellblaue Augen, die als Dohlenaugen (csókaszem) bezeichnet werden.
Die intelligenten Tiere lassen sich gut abrichten, sie sind anspruchslos, von langer Lebensdauer, außerdem gutmütig und friedlich.